# Max Ebert
Max Ebert (* 4. August 1879 in Stendal; † 15. November 1929 in Berlin) war ein deutscher Prähistoriker. 
Ebert studierte Germanistik und Geschichte in Innsbruck, Heidelberg, Halle und Berlin.
Von 1906 bis 1914 war er als wissenschaftlicher Mitarbeiter an der Vorgeschichtlichen Abteilung der Berliner Museen tätig. 1918 wurde er in Königsberg habilitiert. 1922 bis 1924 war er Professor für Vorgeschichte in Königsberg und gleichzeitig an der Universität in Riga. 1927 bis 1929 war er Professor für Ur- und Frühgeschichte an der Universität Berlin.
Eberts Publikationen befassen sich überwiegend mit prähistorischen Kulturen in den baltischen Ländern sowie Südrussland, wo er zudem an Ausgrabungen teilgenommen hatte. Er war Herausgeber des Reallexikon der Vorgeschichte, das von 1924 bis 1932 in fünfzehn Bänden erschien. 
Er war Mitglied der Turnerschaft Rhenopalatia Heidelberg (VC, heute im CC).

## Veröffentlichungen (Auswahl)
- Der Stil der Heineschen Jugendprosa, Berlin 1903 (= Dissertation).
- Südrußland im Altertum. Schroeder, Bonn 1921.
- Truso. Deutsche Verlagsgesellschaft für Politik und Geschichte, Berlin 1926.
- Vorgeschichtliches Jahrbuch für die Gesellschaft für vorgeschichtliche Forschung, Berlin 1926.